# كل الحيوات التي لم نعيشها قط
كل الحيوات التي لم نعيشها قط هي رواية بقلم أنورادها روي نُشرت في 14 مايو 2018 من قبل هاشيت الهند.  في عام 2022 حصلت على جائزة ساهيتيا أكاديمي.

## الحبكة
تدور أحداث الرواية حول ميشكين ووالدته غاياتري التي كانت فنانة. تتخلى والدته عن الأسرة بحثًا على الحرية. في ذلك الوقت، وصلت النازية إلى السلطة، ثم يحاول فناناً ألمانياً من ماضي غاياتري التقرب منها. 

## الاستقبال النقدي
كتبت كاميلا شمسي من صحيفة الغارديان: رواية روي عبارة عن مزيج مكتوب بشكل جميل من حياة خيالية ومشهورة تتصارع مع الحب والخسارة،  كتب شون هيويت من التايمز الإيرلندية "نطاق الرواية واسع ولكنه شخصي أيضًا من الناحيتين الزمنية والجغرافية". كتبت فاطمة إم من ذا زير ظهرت هذه الرواية الاستثنائية في العديد من القوائم القصيرة أو الطويلة هذا الموسم من الجوائز الأدبية يجب قراءتها، على الاقل لقيمتها الفنية كتبت شاندريما س. بهاتاشاري من التلغراف كل كلمة في رواية أنورادها روي تعطي المعنى المناسب. لكن الرواية لها عيوبها  وكتبت ليا فرانكي من صحيفة نيويورك تايمز تبدو الرواية وكأنها اجترار أكثر من كونها قصة..
تمت مراجعة الرواية أيضًا بواسطة رون تشارلز من الواشنبوست  وهانسدا سوفيندرا شيكار من الهندوس وإيريكا بيرسون من ستار تريبيون وناينا باجيكال من تايم.

## الجوائز
- جائزة ساهيتيا أكاديمي لعام 2022 [12]
- رُشحت لجائزة دبلن الأدبية الدولية لعام 2020 [13]
- أُدرجت ضمن القائمة المختصرة لجائزة الأدب الهندوسي لعام 2018 [14]
- أُدرجت ضمن القائمة الطويلة لجائزة والتر سكوت لعام 2019 [15]
- القائمة الطويلة لجائزة جي إس بي لعام 2018 [16]
- الكتاب الخيالي لهذا العام من جوائز تاتا للأدب المباشر لعام 2018 [17]